# Волосниця (селище)
Воло́сниця (рос. Волосница) — селище у складі Мурашинського району Кіровської області, Росія. Входить до складу Мурашинського сільського поселення.
Населення становить 59 осіб (2010, 120 у 2002).
Національний склад станом на 2002 рік — росіяни 97 %.